# Big Ben (cheval)
Pour les articles homonymes, voir Big Ben (homonymie).
Big Ben (né Winson le 20 avril 1976 à Kalmthout, mort le 11 décembre 1999) est un cheval hongre du stud-book BWP, qui a concouru en saut d'obstacles. Associé au cavalier canadien Ian Millar, il décroche 7 titres olympiques, devenant l'un des meilleurs chevaux de CSO du XXe siècle. En 1996, Big Ben est admis avec Ian Millar au panthéon des sports canadiens, ce qui fait de Big Ben le second athlète non humain de l'Histoire (après Northern Dancer) à recevoir cet honneur. 

## Histoire
Il naît le 20 avril 1976, sous le nom de Winston, à l'élevage van Hooydonk Farm à Kalmthout, en Belgique.
Il meurt le 11 décembre 1999.